# Medaile svatého Olafa s dubovou ratolestí
Medaile svatého Olafa s dubovou ratolestí (norsky St. Olavsmedaljen med ekegren) je norské vojenské vyznamenání založené roku 1942. Udílena je za mimořádné služby Norsku během válečného stavu.

## Historie a pravidla udílení
Medaile svatého Olafa s dubovou ratolestí je od roku 2010 považována za vyznamenání nezávislé na Medaili svatého Olafa, která je udílena za vynikající služby poskytované v souvislosti se šířením informací o Norsku v zahraniční a za posilování vazeb mezi v cizině žijícími Nory a jejich vlastí. Medaile svatého Olafa byla založena v roce 1939. Dne 6. února 1942 bylo rozhodnuto, že Medaile svatého Olafa může být udílena i za mimořádné úsilí vynaložené pro dosažení zájmů Norska během války. Dne 22. března 1943 bylo rozhodnuto, že medaile bude doplněna o dubovou ratolest, v případě že byla udělena za mimořádné osobní úsilí o Norsko během války. Dne 6. října 1943 bylo schváleno, že pokud by jedinci byla medaile udělena vícekrát, další vyznamenání budou symbolizovat dodatečné dubové ratolesti. Původně byl jejich počet omezen na tři, ale po změně statutu medaile v roce 2012, byl tento limit odstraněn.
Udílení medaile začalo během druhé světové války a pokračovalo i po válce až do roku 1952. Udílení medaile bylo obnoveno v roce 1986. V letech 1988 až 1989 byla Medaile svatého Olafa s dubovou ratolestí udělena 43 námořníkům, kteří během druhé světové války sloužili v obchodním námořnictvu.
Celkem byla medaile udělena 779 norským občanům, a to včetně jedné ženy, za jejich úsilí vynaložené během druhé světové války. Medaili se dvěma dubovými ratolestmi získalo nejméně 29 lidí a tři lidé tuto medaili získali třikrát. V omezeném počtu byla tato medaile udělena i cizincům. Získal ji například pozdější ředitel CIA William Colby, za jeho osobní úsilí pro Norsko během druhé světové války.
Medaile svatého Olafa s dubovou ratolestí byla udílena výhradně králem, proto se příslušná ministerstva zahraničních věcí, obrany a obchodu nestarala o dokumenty týkající se doporučení na udělení této medaile. Kvůli tomu je obtížné zjistit důvody, proč byla medaile konkrétním lidem udělena.
V Radě ministrů dne 10. prosince 2010 bylo rozhodnuto, že Medaile svatého Olafa s dubovou ratolestí může být udělena i za úsilí po druhé světové válce, a to ve válce nebo v jiném ozbrojeném konfliktu, jehož se účastní norské vojenské síly, a že podle tohoto rozhodnutí budou pozměněny stanovy medaile. V roce 2010 bylo obnoveno její udílení a dne 16. března 2012 byl upraven její statut. V souvislosti s obnovením vyznamenání bylo ujasněno rozlišení mezi vojenským a civilním vyznamenáním. Podle nových stanov je medaile udílena za mimořádné osobní úsilí v boji, ať už se to týká vynikající osobní statečnosti nebo velení. Toto úsilí musí být v době války nebo během ozbrojeného konfliktu. Vyznamenání lze udělit Norům i cizincům, a to vojákům i civilistům. Medaile může být udělena i posmrtně. V takovém případě je vyznamenání předáno nejbližšímu příbuznému oceněného.
Nově také o udělení medaile rozhoduje král na základě doporučení ministerstva obrany. Před doporučením ministerstvo zajistí, aby důvod ocenění prošel profesionálním vojenským posouzením. Od roku 2012 může být také vyznamenání králem odebráno, pokud se nositel dopustil jednání neslučitelného s podstatou vyznamenání.
Poprvé byla obnovená medaile udělena 23. března 2012. Tu získal generálmajor Torgeir Gråtrud za prokázanou osobní statečnost během vedení bojů v rámci mezinárodních operací v Afghánistánu v letech 2005 až 2007, a druhou získal Vegard Riibe Punsvik.
V hierarchii norských vyznamenání se nachází na 6. místě za Křížem svobody krále Haakona VII. a před Zlatou medailí za hrdinské činy. Jedná se také o třetí nejvýznamnější norské vojenské vyznamenání udílené za zásluhy během druhé světové války. Následuje po Válečném kříži a Kříži svobody krále Haakona VII.

## Popis medaile
Medaile pravidelného kulatého tvaru je vyrobena ze stříbra. Ve svém vzhledu mísí královskou, národní a vojenskou symboliku. Na přední straně je portrét vládnoucího krále. Při založení medaile to byla podobizna krále Haakona VII. Na vnějším okraji je napsáno královo jméno a jeho titul. V případě krále Haakona VII. nápis zněl HAAKON VII • NORGES KONGE • ALT FOR NORGE. Medaile je převýšena korunovaným královským monogramem. Na zadní straně je Olafův kříž, čtyřramenný kříž se dvěma osami, který je považován za norský národní symbol.
Stuha se podobá té, která je používána u Řádu svatého Olafa. Tedy je červená s oběma konci lemovanými trojicí úzkých proužků v barvě bílé, modré a bílé. Odpovídají tak barvám norské vlajky. Přes stuhu je našikmo umístěna stříbrná ratolest s dubovými listy a žaludy. Dubové listy či ratolesti ve vojenské symbolice představují statečnost, sílu a vlastenectví.